# أنطونيو بيناريلا
أنطونيو بيناريلا (بالإيطالية: Antonio Pennarella)‏‏ (27 مايو 1960 - 24 أغسطس 2018) هو ممثل إيطالي.
بدأ أنطونيو مسيرته في التمثيل على شاشة التلفزيون في الثمانينيات وأصبح في الثلاثين عامًا التالية أحد الأوجه الشهيرة. توفي في 24 أغسطس 2018، عن عمرٍ يناهز 58 عامًا وذلك بعد مرضٍ طويل.

## روابط خارجية
- أنطونيو بيناريلا على موقع IMDb (الإنجليزية)
- أنطونيو بيناريلا على موقع قاعدة بيانات الفيلم (الإنجليزية)